# James Hudson
Sir James Hudson (Londra, 2 gennaio 1810 – Strasburgo, 20 settembre 1885) è stato un diplomatico britannico, ambasciatore del Regno Unito presso il Regno di Sardegna dal 1852 al 1861 e, a seguire, presso il Regno d'Italia fino al 1863.
Fu una delle figure prominenti della diplomazia europea durante il Risorgimento.

## Biografia
James Hudson nacque il 2 gennaio 1810 a Londra e fu battezzato il 1º giugno successivo a St. Marylebone.
Era un figlio cadetto di Harrington Hudson di Bessingby e di lady Anne Townshend.
Frequentò due delle più note public schools, ovvero i collegi di Rugby (dal 1823 al 1825) e Westminster (1825-1826), cui seguì il periodo di studio in Europa, a Parigi e poi a Roma.
In seguito agli anni di formazione fu lanciato nella carriera di corte. Fu paggio reale per Giorgio IV e per suo fratello Guglielmo IV; nel 1830 ebbe l'incarico di segretario di lord Howe e in seguito fu gentiluomo di camera della regina Adelaide, moglie di Guglielmo; ricoprì poi anche la carica di segretario di sir Herbert Taylor. Quando la regina Vittoria salì al trono nel 1837, Hudson, come gli altri membri della corte di Guglielmo IV, lasciò il castello di Windsor.
Nel 1834, dopo le dimissioni del primo ministro lord Melbourne, James Hudson ebbe il suo primo compito all'estero, in Italia: fu incaricato di trovare a Roma sir Robert Peel e riportarlo a Londra. In questa circostanza gli fu assegnato il soprannome di The Hasty Hudson.
Alla morte di Guglielmo IV nel 1837, Hudson lasciò il servizio reale per approdare a quello diplomatico. Il suo primo vero incarico ufficiale fu a Washington nel 1838 come segretario della legislazione, e poi nel 1843 fu inviato all'Aja. Nel 1845 fu nominato segretario di legazione a Rio de Janeiro ed ebbe una nomina regia datata 4 settembre 1848 quale Chargé d'Affairs. Questa notizia è appurata dal diploma di nomina conservato nel fondo Hudson negli archivi del East Riding dello Yorkshire a Beverley, dove è chiamato James Hudson, Esquire.
Nel 1850 Hudson venne nominato ministro alla corte imperiale del Brasile, dove fu definito da lord Palmerston il più abile diplomatico britannico. Nel marzo 1851 fu insignito della terza classe civile, cioè la commenda dell'Onorevolissimo Ordine del Bagno. Poco tempo dopo fu nominato inviato straordinario e ministro plenipotenziario alle sedi congiunte di Firenze e Roma. Tuttavia, Hudson non si recò mai a Firenze perché dovette sostituire sir Ralph Abercromby, il quale era stato trasferito a L'Aja per motivi di salute. Inoltre, Palermeston diede a Hudson il compito di contribuire a stabilire un governo costituzionale in Italia.
Nel gennaio 1852 Hudson ebbe la nomina a ministro plenipotenziario a Torino. Iniziò così l'avventura di Hudson nella questione italiana. Sir James ebbe istruzioni da parte di lord John Russel di mettere il suo cuore nei Piemontesi, ed egli aveva tutte le carte in regola per farlo, come sosteneva anche lo stesso Cavour. La simpatia di Hudson per la causa italiana era ben conosciuta, tanto che il ministro degli esteri lord Malmesbury descrisse Hudson come più italiano degli italiani stessi.
L'apice della sua attività diplomatica fu la spedizione in Oriente delle truppe sabaude a fianco degli inglesi e francesi in Crimea contro l'Impero Russo e il suo ruolo nell'assicurare la partecipazione dei piemontesi. Il 2 maggio del 1855, James Hudson Esquire divenne Sir James Hudson quando ebbe una promozione al grado di Grand'Ufficiale nell'Ordine del Bagno. Inoltre quando Hudson lasciò il suo incarico a Torino gli fu offerto il massimo grado dell'ordine dei Santi Maurizio e Lazzaro, ma egli dovette rifiutare perché il personale al servizio di Sua Maestà britannica non poteva accettare onorificenze da potenze estere. Hudson rimase in Italia fino alla fine della sua carriera diplomatica nonostante possibili trasferimenti ad altre più prestigiose sedi; nel 1860 ad esempio era stato nominato ambasciatore britannico a San Pietroburgo da lord John Russell, ma Palmerston non voleva fargli lasciare Torino.
Nel 1863 Hudson si dimise, ma non si conoscono le vere motivazioni di tale decisione.
Negli anni successivi al suo servizio attivo, Hudson si ritirò a Firenze, ormai capitale d'Italia, dove si occupò di svariate attività, inclusa la Florence Land and Public Works Company .
Sir James morì il 20 settembre 1885 di un cancro alla lingua nell'Hotel d'Angleterre a Strasburgo. Alla sua morte i suoi grandi amici Cavour, d'Azeglio, Ricasoli erano già tutti scomparsi, e a ricordarlo fu un semplice necrologio del Times. Il suo corpo fu riportato in Italia e, secondo il Dictionary of National Biography, pare sia stato sepolto a Firenze. Diversi anni più tardi a Torino, sulla facciata del palazzo che ospitò per qualche tempo la legazione inglese, fu scoperta una lapide a ricordo di Hudson.

## La carriera diplomatica
Henry John Temple, III visconte Palmerston, leader del partito liberare dei Whig, ebbe una grande importanza nello sviluppo della carriera diplomatica di Hudson dal 1830 fino al 1860. All'inizio del suo secondo periodo come ministro degli esteri, lord Palmerston inviò Hudson in una missione segreta in Circassia, nel nord del Caucaso. Lo scopo di questa missione non è ben chiaro, ma l'obiettivo generale era quello di promuovere gli interessi economici e politici britannici a scapito della Russia, la quale secondo Parlmerston era intenzionata ad indebolire l'impero britannico. L'eroica lotta della Circassia contro l'oppressione della Russia rappresenta la prima causa che ha visto impegnato James Hudson.
Nel 1838 Palmerston nominò Hudson segretario della legazione britannica a Washington. Questa nomina rispettò un impegno che Palmerston aveva assunto nei confronti di sir Herbert Taylor, segretario privato di Guglielmo IV; Taylor, alla morte di Guglielmo avvenuta nel giugno 1837, aveva infatti chiesto a Palmerston di assegnare ad Hudson un ruolo diplomatico. Ma il responso di Hudson riguardo alla sua permanenza a Washington non fu positivo; egli rivelò infatti un forte disprezzo sia nei confronti della società americana che della sua politica. Hudson rimase a Washington fino alla fine del 1843 quando il successore di Palmerston, lord Aberdeen, rappresentante del partito Tory, lo promosse segretario della legazione britannica all'Aja. Dopo appena un anno in Olanda, nell'aprile 1845 lord Aberdeen trasferì nuovamente sir James a Rio de Janeiro.

### In Brasile
Quando Hudson arrivò a Rio de Janeiro nel 1845 le relazioni diplomatiche tra il Brasile e la Gran Bretagna erano in condizioni critiche. Nel 1844 il governo brasiliano aveva terminato l'accordo commerciale stabilito con la Gran Bretagna nel 1827. Nel 1845 inoltre rifiutò di rinnovare la convenzione anti schiavitù del 1817, la quale permetteva alle forze navali britanniche di cercare e sequestrare le navi brasiliane sospettate di importare schiavi dall'Africa dell'Ovest.
La Gran Bretagna si impegnò duramente per sopprimere la tratta degli schiavi attraverso l'Atlantico fra l'Africa dell'Ovest verso gli Stati Uniti e il Brasile, le due maggiori importatrici di schiavi del Nuovo Mondo. Tuttavia tra il 1840 e il 1845, 140.000 schiavi furono importati in Brasile. Così nel 1850 le navi da guerra britanniche entrarono nei porti brasiliani, catturando e bruciando numerose navi di schiavi. A causa di questi attacchi il governo brasiliano emanò una nuova legge contro la tratta degli schiavi e annunciò le sue intenzioni di negoziare una nuova convenzione anti schiavitù con la Gran Bretagna. Nei mesi successivi le autorità brasiliane riuscirono effettivamente ad eliminare la tratta; nel 1851 furono importati 3287 schiavi, nel 1852 solamente 800 e nel 1853 non ne furono importati.
Hudson ebbe un ruolo fondamentale nell'abolizione del commercio degli schiavi, assicurandosi in questo modo l'ammirazione di lord Palmerston, il quale nel 1850 lo nominò ministro della legazione britannica a Rio.

### In Italia
Nello stesso anno, a Palmerston fu assegnato il compito di designare un possibile ministro per il Granducato di Toscana ed affidargli una missione nelle sedi congiunte di Firenze e Roma. La sua scelta ricadde inizialmente sul cattolico Richard Sheil, ma l'improvvisa scomparsa di quest'ultimo pose Palmerston di fronte a due scelte: assegnare il posto a Lord Cowley, figlio del duca di Wellington, oppure a sir James Hudson.
Hudson, che stava rientrando dal Brasile, accettò la proposta di lord Palmerston, anche se per lui l'incarico in Toscana rappresentava una retrocessione. Tuttavia sir James non raggiunse mai Firenze, poiché Palmerston decise di attribuire l'incarico di ministro della legazione di Toscana a Henry Lytton Bulwer, allora ministro britannico a Washington.
A causa delle dimissioni forzate di Palmerston nel dicembre 1851, il futuro di Hudson rimase incerto; solamente nel gennaio 1852, grazie al ministro lord John Russel e a lord Granville, sostituto di Palmerston, Hudson fu trasferito a Torino.

## Il Risorgimento italiano

### Cavour e il Regno Unito
Il contesto nel quale Hudson si trovò a dover operare era quello della diplomazia cavouriana da Plombières alla proclamazione dell'unità nazionale nel 1861. Hudson era stato colpito dalla personalità di Cavour, richiamando su di lui l'attenzione dei dirigenti inglesi. Il conte di Cavour era infatti l'unico statista italiano capace di concepire un disegno politico volto a realizzare l'unità nazionale con il consenso del parlamento. Quello di Torino era per Londra l'unico governo legittimato a condurre l'iniziativa dell'unificazione, dal momento che i regimi di Roma e Napoli erano inaccettabili per la loro incompatibilità con i principi fondanti del liberalismo britannico.
Cavour intendeva realizzare il progetto di unità nazionale sfruttando i vantaggi connessi con la volontà francese di mutare l'ordine stabilito al congresso di Vienna e voleva inoltre perseguire l'obiettivo dell'alleanza con Napoleone III per spingere verso la guerra all'Austria. Era anche consapevole dell'impossibilità di sovvertire i rapporti di forza nella penisola italiana senza avere l'appoggio del Regno Unito, il quale in quegli anni guardava attentamente alle esigenze della balance of power, ovvero l'equilibrio delle potenze dell'ordine europeo del Congresso di Vienna, e alla politica dinamica dello statista piemontese, seguito nei suoi esordi in politica come ministro nel governo di Massimo d'Azeglio da sir Ralph Abercromby, ministro britannico a Torino prima di Hudson.
In questa cornice spicca il rapporto tra Cavour e il ministro inglese Hudson; tra i due uomini e i rispettivi governi, dopo la missione di Abercromby, si instaurò una relazione che fu feconda per Torino e che portò alla partecipazione piemontese al congresso di Parigi del 1856, all'incontro segreto di Plombières del 1858 e alla Seconda guerra d'indipendenza del 1859.

### A Torino
Nel gennaio 1852 Hudson venne accreditato a Torino, in sostituzione di Abercromby, come inviato straordinario e ministro plenipotenziario.
Il 15 febbraio dello stesso anno Hudson presentò al re Vittorio Emanuele II in pubblica udienza le credenziali che lo accreditavano come ministro, iniziando ufficialmente la missione come rappresentante della regina Vittoria presso il Regno di Sardegna. Sir James ebbe poi un colloquio con il marchese Massimo d'Azeglio, allora presidente del consiglio, con il quale iniziò la sua missione. Si stabilì quindi presso la sede della legazione britannica, in quel momento ospitata a Palazzo Cisterna.
In quegli anni la missione diplomatica di rango più elevato era l'ambasciata, mentre al secondo livello vi era la legazione, retta da un ministro plenipotenziario. A Torino, negli ultimi anni di storia del regno di Sardegna, non vi erano ambasciate, ma le grandi potenze come Austria, Francia, Regno Unito, Russia e Prussia avevano una legazione. Ciascuna legazione aveva un numero ridotto di funzionari; oltre al capo missione, infatti, vi erano uno o al massimo due segretari o addetti di legazione. I capi missione erano inoltre soggetti ad avvicendamento ogni tre anni. Sir James Hudson, invece, ricoprì le funzioni per undici anni, dal 1852 al 1863, due anni dopo la morte di Cavour; ciò dimostra il particolare interesse che il governo di Londra aveva per la questione italiana.
Il Piemonte cavouriano rappresentava quindi un modello di ordine costituzionale per i liberali d'Europa, ma era prima di tutto un modello proprio per Hudson, amante dell'Italia e della causa italiana. Lo stesso Vittorio Emanuele, in un colloquio avvenuto con il ministro Giuseppe Devincenzi nell'autunno del 1860, parlando di sir James disse:
()
Nell'ottobre 1852 d'Azeglio diede le dimissioni e il re incaricò il già pluriministro Cavour di formare il nuovo governo; James Hudson fu il suo interlocutore. Hudson apprezzò il Piemonte fin dai primi giorni della sua permanenza, rafforzando tale impressione nel febbraio 1853, poche settimane dopo la nomina di Cavour a primo ministro. Sir James rimase colpito dall'ordine e dall'alacrità di Torino, e in particolar modo dall'assenza di polizia, come scrisse in una lettera a lord Russel:
()
L'impressione di una Torino pacifica si ritrova anche in uno dei primi incontri di Hudson con i Torinesi, avvenuto il 9 maggio 1852, in occasione dell'annuale celebrazione dello Statuto.
Nel 1861, all'avvento del Regno d'Italia, Hudson divenne il primo ministro britannico a essere accreditato al nuovo Regno e, siccome il Regno Unito fu la prima delle potenze estere a riconoscere il nuovo stato, Hudson fu il primo diplomatico in assoluto a essere accreditato nella penisola libera e unificata.
Una componente essenziale della Torino dell'epoca e della missione diplomatica di Hudson furono i giornali; in particolare è legato al suo nome la Gazzetta Piemontese, diretto da Giuseppe Massari, confidente e intermediario tra Cavour e la diplomazia inglese. Sir James nel 1853 compilò un Rapporto sulla stampa circolante in Piemonte in cui spiccava proprio il giornale di Massari.
Nel 1863 Hudson abbandonò la carriera e lasciò definitivamente Torino, ancora capitale d'Italia, alla vigilia degli avvenimenti legati alla Convenzione di settembre. Domenica 4 ottobre 1863 sir James Hudson presentò al re le lettere ufficiali che ponevano fine alla sua missione a Torino. La prematura conclusione della sua carriera diplomatica fu tra le cause della damnatio memoriae a cui andò incontro il suo nome.

### La passione per l'arte
Hudson, oltre ad essere un amante dell'Italia, ammirava molto la sua arte, con un particolare interesse per l'arte dell'Italia settentrionale del XVI secolo, che tentò di promuovere con la sua attività di agente d'arte privato. Diede infatti un importante contributo alla collezione della National Gallery di Londra e ad alcune raccolte private. Nel 1858, ad esempio, Hudson scrisse a Cavour per richiedere una speciale esenzione doganale per un quadro, probabilmente La Madonna con il Bambino e due angeli, che fu esposto a Londra a partire dal settembre 1858. Sir James in seguito ottenne la licenza per l'esportazione della Madonna della Rondine di Carlo Crivelli.
Alcuni documenti raccolti tra Torino e Londra dimostrano tuttavia che il contributo di sir James all'accrescimento delle collezioni pubbliche inglesi non si limitò al campo della pittura, ma che egli fu coinvolto da un altro ente governativo, il Department of Pratical Art, poi Science and Art Department, per quel che riguarda le arti decorative. Il primo documento che attesta un contatto tra l'ente inglese e il diplomatico, conservato presso l'Archivio di Stato di Torino, è datato 18 settembre 1852, poco dopo la nomina di Hudson. La lettera era indirizzata a Roberto d'Azeglio, presidente del Consiglio dei Ministri, e contiene la richiesta di alcuni calchi di opere egizie conservate nel Regio Museo d'Antichità ed Egizio di Torino.

### Il carteggio diplomatico
Lo studio sulla figura del diplomatico inglese e della sua attività quale ministro plenipotenziario di Sua Maestà ha portato Federico Curato a condurre una minuziosa ricerca negli Archivi Nazionali di Kew, a Londra. Questa ricerca ha consentito lo studio del carteggio di sir James e si è rivelata fruttuosa per tracciare i contorni della figura di un diplomatico il cui nome non è ancora molto conosciuto.
La questione italiana fu l'argomento centrale di una raccolta di lettere del 1860 denominata The Queen's & Prince's letter, conservata negli Archivi di Kew; questa raccolta vede Hudson come oggetto delle discussioni tra la regina Vittoria e vari componenti del governo e della casa reale. Dalla letture di queste carte traspare una certa tensione tra sir James Hudson e i suoi ministri di riferimento; la principale critica che gli veniva mossa era quella di chiedere alla sua nazione un intervento a favore degli interessi personali di Cavour e non degli interessi italiani.
La posizione di Hudson, in senso opposto, emerge in una lettera che egli stesso inviò il 5 ottobre 1860 a lord Cowley, ambasciatore a Parigi. In questa corrispondenza espose quella che per lui doveva essere la posizione dell'Inghilterra nei riguardi della questione italiana; secondo sir James, l'Inghilterra doveva intervenire per non perdere la sua supremazia come potenza marittima.
Ci fu inoltre uno scambio di missive fra Hudson e lord Russell, in cui si parlava soprattutto della questione del centro Italia. La volontà degli stati del centro Italia di annettersi al Piemonte era ormai chiara, e secondo sir James bisognava trovare un governatore ad interim in grado di gestire l'annessione; Sir James espose in queste lettere il suo pensiero sulla nomina del principe di Carignano in questo ruolo.
Particolarmente significativa è una lettera dell'aprile 1860, in cui sir James fece da intermediario tra Russell e Cavour. Con il trattato di Torino, la città di Nizza e la provincia della Savoia erano state cedute da Cavour alla Francia, in cambio del suo appoggio nella politica di unificazione dell'Italia. Lord Russell era però discorde; vedeva in questo trattato un eccessivo piegarsi del Piemonte alla Francia. In questa lettera Hudson tentò di mediare tra le due posizioni
Da queste e da altre lettere conservate nell'archivio di Kew emerge il rapporto privilegiato che Hudson aveva con Cavour, e viene inoltre dimostrato che egli non temeva di palesare le proprie posizioni, talvolta avversate in madrepatria, al governo di Sua Maestà.

## Hudson oggi
Il 12 e il 13 novembre del 2010 si è svolto nell'Archivio di Stato di Torino un convegno intitolato Sir James Hudson. Il ruolo della diplomazia a Torino negli anni dell'unificazione d'Italia per iniziativa della Fondazione CRT e sotto l'alto patronato del Presidente della Repubblica.
Uno dei contributi di queste giornate è confluito nel volume Diplomazia musei collezionismo tra il Piemonte e l'Europa negli anni del Risorgimento, curato da Giovanni Romano e pubblicato alla fine del 2011 nella collana Arte in Piemonte della Fondazione CRT.